# Arkadag Futbol Kluby
FK Arkadag (Turcomeno: Arkadag Futbol Kluby, Arkadag FK) é um clube de futebol profissional com sede em Arkadag, Ahal, Turquemenistão. Fundado em 2023 por Gurbanguly Berdimuhammedow, o clube joga no Campeonato Turcomeno. Eles se tornaram campeões nacionais na primeira temporada e campeões da AFC Challenge League na temporada seguinte.

## História

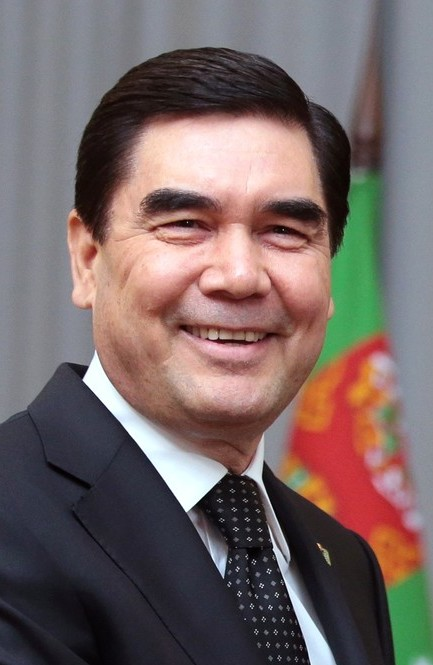
Gurbanguly Berdimuhammedow, segundo Presidente do Turquemenistão, o fundador do clube

O Arkadag foi formado na preparação para a temporada nacional de 2023. Muitos dos melhores jogadores do país se juntaram ao clube em uma janela de transferências que foi especialmente expandida. Competindo na primeira divisão do Turcomenistão desde sua fundação, eles sofreram críticas de torcedores rivais por serem os favoritos das autoridades na Campeonato Turcomeno de 2023. Em novembro, Wladimir Baýramow tornou-se o novo técnico do FK Arkadag, recebendo um contrato de um ano. Também neste mês foi apresentado o logotipo da equipe com a imagem de um cavalo Akhal-Teke.
Em 3 de dezembro, o Arkadag conquistou seu primeiro título de campeonato na elite do Turcomenistão, ao derrotar o Altyn Asyr por 4 a 0. Eles venceram todas as 24 partidas da liga. O clube teve um total de 72 pontos com um saldo de gols de 83–17. O artilheiro da liga foi Didar Durdyev com 27 gols. Eles também garantiram vaga nas eliminatórias da Liga dos Campeões da AFC de 2024–25. Em 24 de dezembro de 2023, Wladimir Baýramow guiou o Arkadag ao seu segundo troféu, derrotando o Ahal FK por 3 a 0 na final da Copa do Turcomenistão no Estádio Arkadag. Pelo desempenho bem-sucedido da equipe na temporada de 2023, a equipe recebeu um MAN bus.
Em junho de 2023, Arkadag foi licenciado para participar da AFC Challenge League. Em 7 de outubro de 2024, o atual campeão Arkadag manteve com sucesso o título da liga após uma vitória por 5 a 1 sobre o Nebitçi. Eles entraram no grupo com os gigantes do Kuwait, Al-Arabi SC e os atuais campeões das Maldivas e do Quirguistão, Maziya e Abdysh-Ata Kant. Sua primeira partida foi uma vitória por 2 a 1 contra o Maziya no Estádio Al Kuwait Sports Club na Cidade do Kuwait. Em 29 de outubro de 2024, o FK Arkadag registrou uma reviravolta sobre o Abdysh-Ata Kant ao vencer por 2 a 0.
Em 1º de novembro de 2024, o clube sofreu uma derrota contra o Al-Arabi, encerrando uma sequência de 61 vitórias consecutivas em competições oficiais (50 no Campeonato Turcomeno, 9 na Copa do Turcomenistão e 2 na AFC Challenge League). Além disso, o clube estava a apenas uma partida de igualar o recorde mundial de invencibilidade de 62 partidas, mantido pelo Celtic entre 1915 e 1917. No entanto, essa sequência não é reconhecida pelo Guinness World Records devido a preocupações sobre a governança da liga. O Guinness, em vez disso, reconhece a sequência de 34 vitórias do Al-Hilal de 2023 a 2024.
Em 10 de maio de 2025, o Arkadag venceu a primeira AFC Challenge League após derrotar o Svay Rieng por 2 a 1 após a prorrogação na final. Eles se tornaram o primeiro time a se classificar provisoriamente para a fase de grupos da Liga dos Campeões Dois da AFC de 2025–26.

## Estádios
O principal estádio do Arkadag é o Estádio Arkadag, com capacidade para 10.000 pessoas. O Estádio Nusaý costumava ser a casa do clube em algumas partidas do Campeonato Turcomeno

## Cores, escudo e uniforme

### Uniforme
O uniforme tradicional do FC Arkadag consiste predominantemente nas cores verde e branco. O segundo conjunto de kits é totalmente verde com elementos brancos.

### Escudo
O brasão do clube é um cavalo Akhal-Teke desenfreado com o cenário das montanhas Kopetdag. O logotipo usa as cores branca e azul.

## Fornecedores e patrocinadores
| Período       | Marca | Patrocinador                |
| ------------- | ----- | --------------------------- |
| 2023–presente | Jako  | Arkadag City Administration |

## Histórico de treinadores
| Nome                   | Nacionalidade  | Anos                      |
| ---------------------- | -------------- | ------------------------- |
| Guwançmuhammet Öwekow  | Turquemenistão | 2023                      |
| Begençmuhammet Kulyýew | Turquemenistão | 2023                      |
| Wladimir Baýramow      | Turquemenistão | 2023–2025                 |
| Didar Hajyýew          | Turquemenistão | 2024 (ACGL fase de grupo) |
| Dovletmyrat Annayev    | Turquemenistão | 2025                      |
| Akhmet Allaberdiyev    | Turquemenistão | 2025–presente             |

## Artilheiros
| Temporada | Primeiro            | Segundo                     | Terceiro               |
| --------- | ------------------- | --------------------------- | ---------------------- |
| 2023      | Didar Durdyýew (27) | Begmyrat Baýow (9)          | Şanazar Tirkişow (7)   |
| 2024      | Didar Durdyýew (31) | Altymyrat Annadurdyýew (24) | Begenç Akmämmedow (19) |

## Títulos
| CONTINENTAIS   | CONTINENTAIS                                   | CONTINENTAIS | CONTINENTAIS |
|                | Competição                                     | Títulos      | Temporadas   |
| -------------- | ---------------------------------------------- | ------------ | ------------ |
|                | AFC Challenge League                           | 1            | 2024–25      |
| NACIONAIS      |                                                |              |              |
|                | Competição                                     | Títulos      | Temporadas   |
| Turquemenistão | Campeonato Turcomeno                           | 2            | 2023, 2024   |
| Turquemenistão | Copa do Turquemenistão                         | 2            | 2023, 2024   |
| Turquemenistão | Supercopa do Turquemenistão                    | 1            | 2024         |
| Turquemenistão | Copa da Federação de Futebol do Turquemenistão | 1            | 2025         |